# Gaio Sempronio Tuditano
Gaio Sempronio Tuditano  (in latino Caius Sempronius Tuditanus; fl. II secolo a.C.) è stato un politico e storico romano.

## Biografia
Console nel 129 a.C., combatté in Illiria le popolazioni di Iapodi e Liburni, proveniente dall'Italia settentrionale (Aquileia).
Riusciva a battere, inoltre, le popolazioni della zona Alpina dei Carni e dei Taurisci della zona di Nauporto, coadiuvato da Decimo Giunio Bruto Callaico e meritandosi il trionfo. Allo stesso fu dedicata ad Aquileia una statua celebrativa e un elogio.
Fu anche storico e studioso di diritto pubblico, anche se della sua opera non rimangono che pochi frammenti.